# 朱之文 (歌手)
朱之文（1969年11月27日—），山东省菏泽市单县郭村镇朱楼村人，2011年在山东电视综艺频道《我是大明星》栏目第2季的海选中，他身穿旧军大衣演唱了电视剧《三国演义》主题曲《滚滚长江东逝水》，酷似杨洪基原唱，震惊全场，观众纷纷起立鼓掌，评委和主持人更是质疑其农民身份，当场考察其种地知识。节目视频 被从齐鲁网转发到新浪网、优酷网等各大门户网站，随即引来大量网民的关注和热捧。海选视频中主持人和评委们对朱之文的称呼“大衣哥”、“军衣哥”以及“我是大明星版的苏珊大叔”等也跟着流行起来。
2018年1月12日，不堪成名后舆论压力的朱之文发表微博宣布永久退出娱乐圈。
在朱之文永久退出娱乐圈后，他的名气并没有下降，虽然目前朱之文回到家乡干农活，在他村里还是有喜欢听他唱歌的村民，因此在他的家乡朱之文还是比较火的，村里的农民想听他唱歌他还是会去唱的，他的不少生活视频仍在快手平台有名气。